# Rempart de Levens
Le rempart de Levens est le vestige d'un ensemble fortifié de la commune de Levens, situé dans le département français des Alpes-Maritimes.

## Historique
Le fief de Levens a d'abord appartenu à la famille Riquier d'Êze jusqu'au XVe siècle quand une branche cadette de la famille des Grimaldi de Bueil posséda seule le fief.
Le village s'était regroupé autour du château fort construit à partir du XIe siècle à partir d'une tour de guet prévenant les habitants es incursions sarrasines. Les remparts ont été construits au XIIIe siècle et XIVe siècle.
La fin de la réalisation de la route du sel reliant Nice à la vallée de la Vésubie et Utelle, en 1434, a permis un développement du village.
Louis Grimaldi signe une charte avec les habitants de Levens en 1475.
Les rapports des membres de la famille des Grimaldi avec les ducs de Savoie et les habitants de Levens ont été assez tumultueux. Par deux fois le fief est confisqué aux Grimaldi au cours du XVIe siècle, puis leur est restitué après leur pardon par le duc. En 1525, les Grimaldi ont incendié le village.
Jean de Grimaldi, seigneur de Levens, de Tourette-Revest et Raimplas, meurt le 17 septembre 1603. Son fils César est investi de ces trois fiefs. Il vend son fief de Tourette-Revest à Annibal Grimaldi. Ce dernier se révolte contre le duc de Savoie et est exécuté le 9 janvier 1621. À la suite de cette exécution les Levensans les Levesans se révoltèrent contre leur seigneur. Le château est détruit avec l'autorisation du duc de Savoie Charles-Emmanuel Ier. La pierre du Boutaù rappelle cette révolte et se trouverait à l'emplacement de la porte de la maison du seigneur de Levens.
Le duc de Savoie ordonna en 1622 la destruction du rempart. Il n'en subsiste qu'une porte près de la maison du Portal.
César Grimaldi meurt le 13 décembre 1627. Le titre de seigneur de Levens n'est plus alors qu'honorifique.
La porte de l'ensemble fortifié fait l’objet d’une inscription au titre des monuments historiques depuis le 4 juillet 1942.